# Капитињано (Ријети)
Капитињано је насеље у Италији у округу Ријети, региону Лацио.
Према процени из 2011. у насељу је живело 21 становника. Насеље се налази на надморској висини од 702 м.